# Mikrointervall
Mikrointervall i musiken används för att skapa finare uppdelning av en oktav än den gängse fulltempererade 12-halvtonsuppdelning som är grunden för västerländsk konstmusik. Inom vissa moderna verk används kvartstoner, som bygger på 24 mikrointervall. Vissa elektroniska instrument tillåter mikrointervall för att åstadkomma orientaliska tonskalor.
Det finns ett internationellt standardsystem utarbetat av A.J. Ellis för att exakt uttrycka tonintervall, så kallat centsystem. En cent är 1/100 av en tempererad halvton. Då frekvensförhållandet för en oktav är 2, motsvarar en tempererad halvton frekvensförhållandet {\displaystyle {\sqrt[{12}]{2}}\approx 1,\!0595} (ca 6%), och en cent {\displaystyle {\sqrt[{1200}]{2}}\approx 1,\!000578} (ca 0,06%).
Musik i andra kulturer använder sig av avvikande tonskalor.

## Indiska skalor
Indisk musik använder sig av flera system av mikrointervall (i den indiska terminologin heter dessa śruti):
- 22 śruti som kan grupperas i 7 naturliga toner i Sa-skalan (Sa-saptak; se raga) enligt mönster: 4, 3, 2, 4, 4, 3, 2 eller för skalan Ma-saptak 4, 3, 4, 2, 4, 3, 2.
- 49 śruti
- 66 śruti

De två sista mikrointervallsystemen krävs för att täcka de fina nyanserna i intonationen.
Ett 22-delat tempererat śruti motsvarar frekvensförhållandet {\displaystyle {\sqrt[{22}]{2}}\approx 1,\!03200}, dvs ca 54,5 cent.
Förhållande mellan toner i Sa-saptak, Ma-saptak och västerländsk tempererad dur-skala ( i cent):
| Sapak-ton | Sa-sapak (22-śruti) | Ma-sapak (22-śruti) | Västton | Dur-skala |
| Sa        | 0                   | 0                   | C       | 0         |
| Re        | 218                 | 218                 | D       | 200       |
| Ga        | 382                 | 382                 | E       | 400       |
| Ma        | 491                 | 600                 | F       | 500       |
| Pa        | 709                 | 709                 | G       | 700       |
| Dha       | 927                 | 927                 | A       | 900       |
| Ni        | 1090                | 1090                | H       | 1100      |
| Sa        | 1200                | 1200                | C       | 1200      |

## Arabiska skalor
- Klassiska 17-tonsskalor använder intervall 90 och 24 cent:
90, 90, 24, 90, 90, 24, 90, 90, 90, 24, 90, 90, 24, 90, 90, 90, 24
- Moderna arabiska skalor använder nu en tempererad kvartstonsskala sedan några århundraden

Förhållande mellan toner i Klassisk arabisk 17-tonsskala och västerländsk tempererad 12-tonsskala ( i cent):
| 17-tonsskala | Stämning i cent | Närmaste västton | Stämning i cent |
| 1            | 0               | C                | 0               |
| 2            | 90              | C#               | 100             |
| 3            | 180             |                  |                 |
| 4            | 204             | D                | 200             |
| 5            | 294             | D#               | 300             |
| 6            | 384             |                  |                 |
| 7            | 408             | E                | 400             |
| 8            | 498             | F                | 500             |
| 9            | 588             | F#               | 600             |
| 10           | 678             |                  |                 |
| 11           | 702             | G                | 700             |
| 12           | 792             | G#               | 800             |
| 13           | 882             |                  |                 |
| 14           | 906             | A                | 900             |
| 15           | 996             | A#               | 1000            |
| 16           | 1086            | H                | 1100            |
| 17           | 1176            |                  |                 |
| 18           | 1200            | C                | 1200            |

Se även Mikrotonal musik.